# Amilaga albapicata
Amilaga albapicata är en fjärilsart som beskrevs av Holland 1900. Amilaga albapicata ingår i släktet Amilaga och familjen nattflyn. Inga underarter finns listade i Catalogue of Life.